# لورنزو راخوت
لورنزو راخوت (انگلیسی: Lorenzo Rajot؛ زادهٔ ۱۳ اکتبر ۱۹۹۷) بازیکن فوتبال اهل فرانسه است.
از باشگاه‌هایی که در آن بازی کرده‌است می‌توان به باشگاه فوتبال کلرمون فوت اشاره کرد.